# Gruta Azul (Capri)

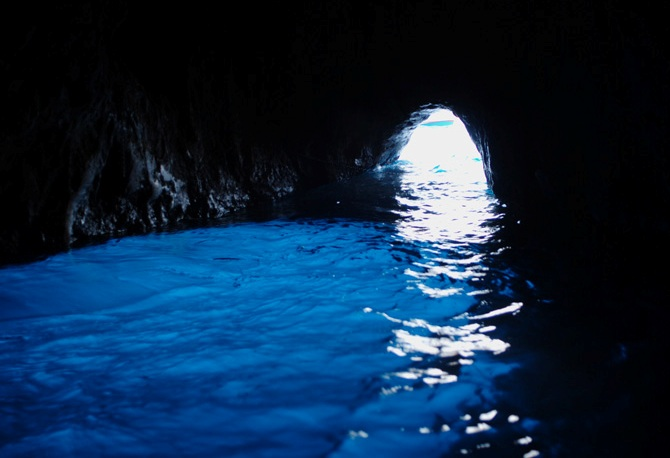
Dentro da Gruta Azul

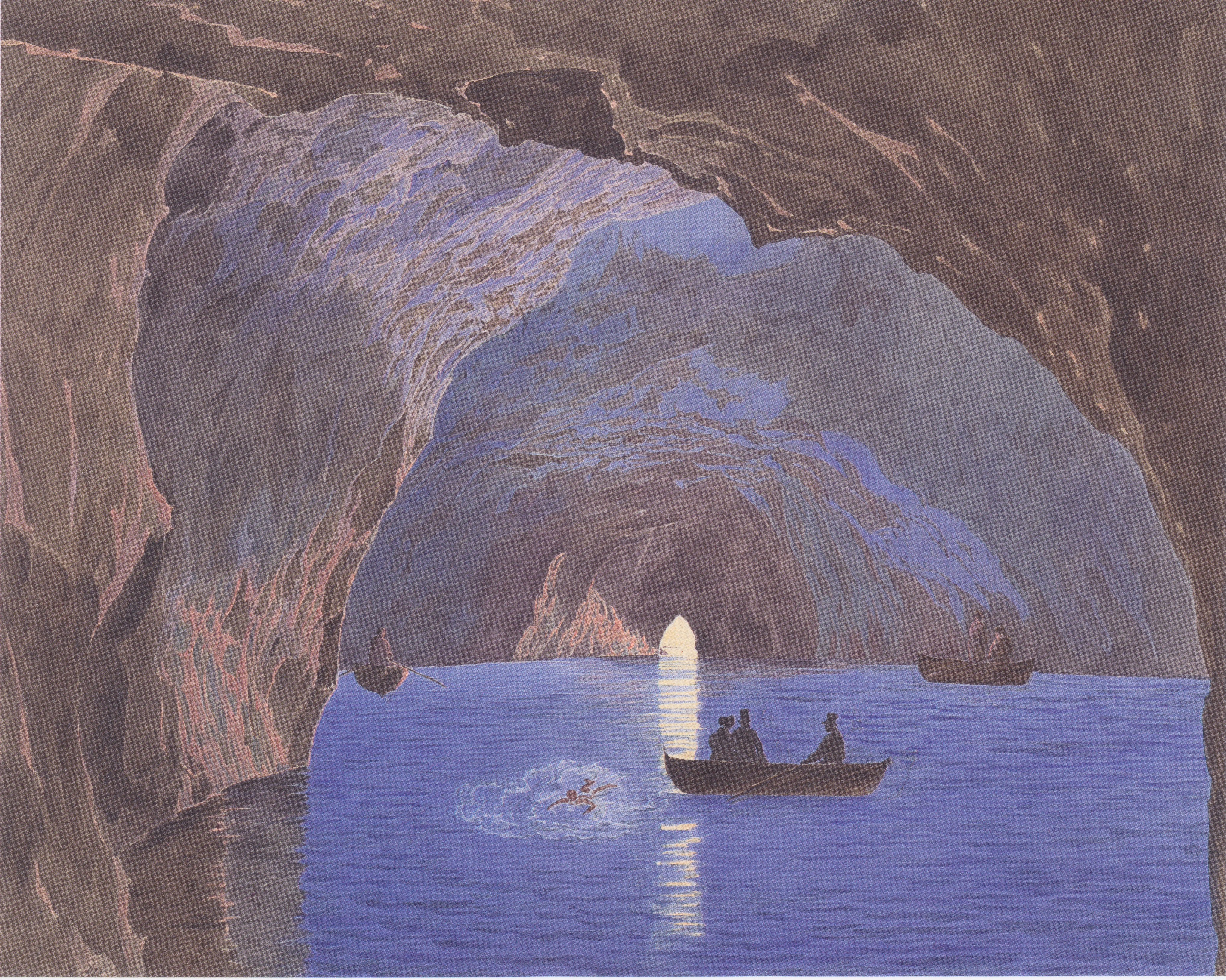
Pintura de Jakob Alt (1835–36)

A Gruta Azul (em italiano:  Grotta Azzurra) é uma caverna marinha na costa da ilha de Capri, no sul da Itália. A luz solar, passando através de uma cavidade sob a água e brilhando através da água do mar, cria um reflexo azul que ilumina a caverna nesse tom. A caverna estende-se por 50 metros para dentro do penhasco e possui por volta de 150 metros de profundidade, com um fundo arenoso.

## Acesso
A caverna possui 60 metros de comprimento por 25 metros de largura. A entrada possui dois metros de largura e mais ou menos um metro durante a maré alta, possibilitando acesso seguro apenas durante a maré baixa e mar calmo. Para adentrar a gruta, os visitantes devem deitar-se no fundo de um pequeno bote a remo para quatro pessoas. O remador então se utiliza de uma corrente metálica presa às paredes da caverna para conduzir o bote para dentro. A natação ali dentro é proibida.

## Cor

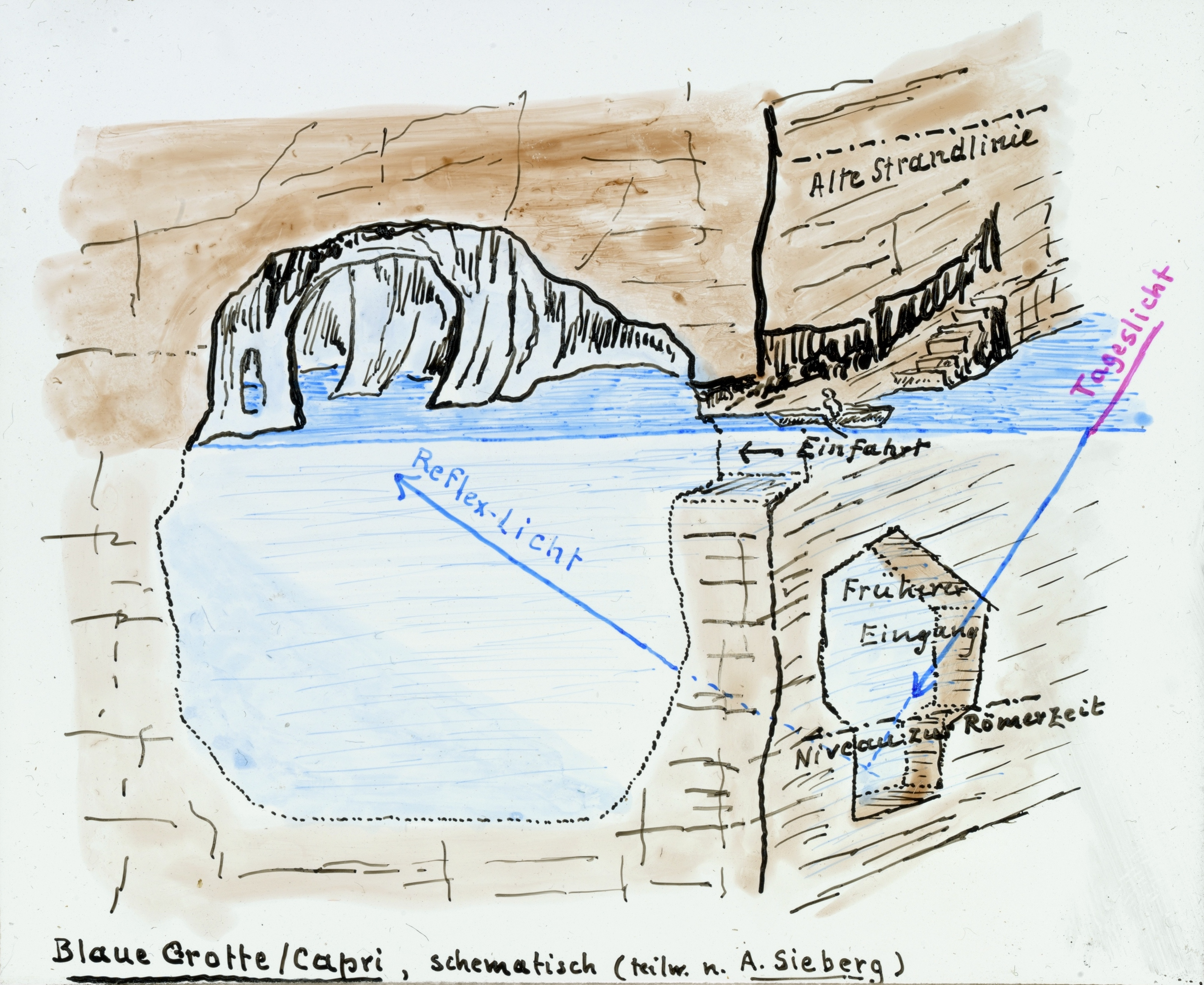
Gruta Azul, Capri.

A gruta azul é uma das várias cavernas marinhas pelo mundo que é inundada por uma luz azul ou esmeralda. A qualidade e a natureza da cor em cada caverna é determinada por uma combinação única de profundidade, envergadura, claridade da água e fonte de luz.
Conforme a luz passa pela água dentro da caverna, os reflexos vermelhos são filtrados e contidos e apenas a luz azul entra. Objetos colocados na água da caverna aparecem em tons prateados. Isto ocorre porque pequenas bolhas, que cobrem o exterior do objeto quando estão imersos. As bolhas fazem a luz refratar diferentemente do que ocorre na água à sua volta, causando o efeito prateado.

## História
Durante o tempo dos romanos, a gruta foi usada como lugar de natação exclusivo do imperador Tibério assim como templo marinho. Tibério mudou-se da capital Roma, para a ilha de Capri no ano de 27 d.C.. Ao longo do reino de Tibério, a gruta foi decorada com várias estátuas, assim como com áreas de descanso nas bordas. Três estátuas das divindades marinhas romanas Ne(p)tuno e Tritão foram recuperadas do fundo da gruta em 1964 e agora estão em exposição num museu em Anacapri. Sete bases de estátuas também foram recuperadas do fundo da gruta em 2009. Isto sugere que haja pelo menos mais quatro estátuas no fundo da caverna. O local foi descrito pelo historiador romano Plínio, o Velho como povoado por Tritão "brincando numa concha". Os agora perdidos braços da estátua recuperada de Tritão – geralmente representado numa concha, sugerem que as estátuas recuperadas em 1964 sejam as mesmas vistas por Plínio no século I d.C.. De acordo com reconstruções da gruta azul original, uma multidão de estátuas de Tritão lideradas por uma estátua de Ne(p)tuno podem ter existido nas paredes da cavernas. A associação ambientalista Marevivo tem o objetivo de restaurar a gruta azul para sua glória pretérita colocando cópias idênticas das estátuas um dia existentes na gruta. Este projeto está sendo levado adiante em colaboração com a superintendência arqueológica de Pompeia.
Na parte dos fundos da caverna principal da Gruta Azul, três passagens comunicantes levam à Sala dei Nomi, ou "Sala dos Nomes", cujo nome vem das inscrições deixadas pelos visitantes ao longo dos séculos. Duas outras passagem levam a caminhos mais profundos em penhascos no lado da ilha. Pensava-se que estas passagens levassem ao palácio de Tibério, mas tais caminhos são naturais, estreitos e não levam muito adiante.
Durante o século XVIII, a gruta era conhecida pelos locais como Gradola, em função da proximidade com um lugar com esse nome. O lugar era evitado pelos marinheiros e ilhéus, porque dizia-se ser habitado por bruxas e monstros. A gruta foi então "redescoberta" pelo público em 1826 com a visita do escritor alemão August Kopisch e seu amigo Ernst Fries, que foram levados ao local pelo pescador Angelo Ferraro.